# Alan David Lee
Alan David Lee ist ein australischer Schauspieler.

## Leben
Alan David Lee wuchs auf einer Farm in Kenia auf und studierte am National Institute of Dramatic Art in Sydney, das er 1981 abschloss. Er spielte an vielen Theatern in New South Wales und übernahm eine große Zahl von meist kleineren Film- und Fernsehrollen. Er spielte bei Deadly – Stärker als der Hass, Police Rescue und McLeods Töchter mit.
Bekannt ist er auch aus der Fernsehserie H2O - Plötzlich Meerjungfrau, in der er in der Rolle des Don Sertori den Vater von zwei Töchtern, Cleo (Phoebe Tonkin) und Kim (Cleo Massey) Sertori, spielte.

## Filmografie

### Filme
- 1982: Wilde’s Domain (Fernsehfilm)
- 1986: Twelfth Night
- 1988: Alterations (Fernsehfilm)
- 1991: Deadly – Stärker als der Hass (Deadly)
- 1993: Todeskampf auf hoher See (Desperate Journey: The Allison Wilcox Story, Fernsehfilm)
- 1994: Police Rescue – Profis unter Verdacht (Police Rescue)
- 1995: Sahara – Wüste des Todes (Sahara, Fernsehfilm)
- 2000: Risk
- 2003: Temptation (Fernsehfilm)
- 2009: Down Under Mysterie Tour
- 2012: Mabo (Fernsehfilm)
- 2012: Fatal Honeymoon (Fernsehfilm)
- 2012: The Custodian
- 2014: Parer’s War (Fernsehfilm)
- 2020: Bloody Hell – One Hell of A Fairy Tale (Bloody Hell)

### Serien
- 1982: 1915 (Miniserie, Episode 1x07)
- 1982–1983: Prisoner (Fernsehserie, 22 Episoden)
- 1983: Patrol Boat (Fernsehserie, 7 Episoden)
- 1984: Special Squad (Fernsehserie, Episode 1x36)
- 1984: Carson’s Law (Fernsehserie, 5 Episoden)
- 1984: Bodyline (Miniserie, 2 Episoden)
- 1986: The Great Bookie Robbery (Miniserie, 3 Episoden)
- 1988: Australian’s (Miniserie, Episode 1x08)
- 1988: Joe Wilson (Miniserie, 2 Episoden)
- 1988: A Country Practice (Fernsehserie, 2 Episoden)
- 1992: Frankie’s House (Miniserie, Episoden unbekannt)
- 1993: G.P. (Fernsehserie, Episode 5x30)
- 1996: Beast – Schrecken der Tiefe (The Beast, Miniserie, 2 Episoden)
- 1996, 2000: Water Rats – Die Hafencops (Water Rats, Fernsehserie, 3 Episoden)
- 1997: In Sachen Mord (Murder Call, Fernsehserie, Episode 1x12)
- 1998: Children’s Hospital (Fernsehserie, Episode 1x07)
- 1999: Heartbreak High (Fernsehserie, Episode 7x01)
- 1999, 2007: All Saints (Fernsehserie, 2 Episoden)
- 2001: Corridors of Power (Fernsehserie, 4 Episoden)
- 2001–2002: BackBerner (Fernsehserie, 5 Episoden)
- 2002: Blue Heelers (Fernsehserie, 2 Episoden)
- 2003: McLeods Töchter (McLeod’s Daughters, Fernsehserie, 2 Episoden)
- 2004: Through My Eyes (Miniserie, 2 Episoden)
- 2005: Love My Way (Fernsehserie, 2 Episoden)
- 2006: Blue Water High (Fernsehserie, Episode 2x16)
- 2006–2010: H2O – Plötzlich Meerjungfrau (H2O: Just Add Water, Fernsehserie, 51 Episoden)
- 2009: The Cut (Miniserie, Episode 1x03)
- 2022: Expats (Miniserie, Episoden unbekannt)